# Badminton-Junioreneuropameisterschaft 1993
Die Badminton-Junioreneuropameisterschaft 1993 fand vom 11. bis zum 17. April 1993 in der Hristo-Botev-Halle in Sofia statt.

## Medaillengewinne
| Disziplin    | Gold | Silber | Bronze |
| ------------ | --- | --- | --- |
| Herreneinzel | Jim Laugesen | Rasmus Wengberg | Daniel Eriksson |
| Herreneinzel | Jim Laugesen | Rasmus Wengberg | Steve Isaac |
| Dameneinzel  | Mette Sørensen | Marina Andrievskaia | Lone Sørensen |
| Dameneinzel  | Mette Sørensen | Marina Andrievskaia | Rikke Olsen |
| Herrendoppel | Jim Laugesen Janek Roos                                                                                                  | Thomas Søgaard Thomas Stavngaard | Richard Doling Roger Mistri                                                                                                |
| Herrendoppel | Jim Laugesen Janek Roos                                                                                                  | Thomas Søgaard Thomas Stavngaard | Daniel Eriksson Rasmus Wengberg                                                                                            |
| Damendoppel  | Mette Sørensen Rikke Olsen                                                                                               | Lone Sørensen Sara Runesten | Nicole Grether Sandra Beißel                                                                                               |
| Damendoppel  | Mette Sørensen Rikke Olsen                                                                                               | Lone Sørensen Sara Runesten | Ekaterina Karhushina Marina Kurochkina                                                                                     |
| Mixed        | Thomas Stavngaard Sara Runesten                                                                                          | Johan Tholinsson Pernilla Carlsson | Rolf Monteneiro Manon Albinus                                                                                              |
| Mixed        | Thomas Stavngaard Sara Runesten                                                                                          | Johan Tholinsson Pernilla Carlsson | Lee Boosey Sarah Hardaker                                                                                                  |
| Mannschaften | Dänemark Jim Laugesen Lone Sørensen Janek Roos Mette Sørensen Rikke Olsen Thomas Stavngaard Thomas Søgaard Sara Runesten | Schweden Daniel Eriksson Anders Hornlund Johan Tholinsson Rasmus Wengberg Kristin Nilsson Pernilla Petterson Pernilla Carlsson Johanna Holgersson | Russland Arthur Hachaturian Marina Andrievskaia Evgeniy Nazarenko Evgeniy Kovalenko Marina Kurochkina Ekaterina Karhushina |

## Resultate

### Halbfinale
| Disziplin    | Sieger                             | Finalist                              | Ergebnis           |
| ------------ | ---------------------------------- | ------------------------------------- | ------------------ |
| Herreneinzel | Rasmus Wengberg                    | Steve Isaac                           | 15–3, 15–3         |
| Herreneinzel | Jim Laugesen                       | Daniel Eriksson                       | 15–3, 15–8         |
| Dameneinzel  | Mette Sørensen                     | Rikke Olsen                           | 11–0, 11–4         |
| Dameneinzel  | Marina Andrievskaia                | Lone Sørensen                         | 11–8, 6–11, 11–6   |
| Herrendoppel | Janek Roos Jim Laugesen            | Richard Doling Roger Mistry           | 15–8, 15–12        |
| Herrendoppel | Thomas Søgaard Thomas Stavngaard   | Daniel Eriksson Rasmus Wengberg       | 15–8, 10–15, 15–11 |
| Damendoppel  | Mette Sørensen Rikke Olsen         | Nicole Grether Sandra Beißel          | 15–3, 15–7         |
| Damendoppel  | Lone Sørensen Sara Runesten        | Ekaterina Karhushina Maria Kurochkina | 15–6, 15–5         |
| Mixed        | Johan Tholinsson Pernilla Carlsson | Rolf Monteneiro Manon Albinus         | 18–15, 4–15, 17–16 |
| Mixed        | Thomas Stavngaard Sara Runesten    | Lee Boosey Sarah Hardaker             | 15–11, 15–6        |

### Finale
| Disziplin    | Sieger                          | Finalist                           | Ergebnis    |
| ------------ | ------------------------------- | ---------------------------------- | ----------- |
| Herreneinzel | Jim Laugesen                    | Rasmus Wengberg                    | 15–9, 15–10 |
| Dameneinzel  | Mette Sørensen                  | Marina Andrievskaia                | 11–8, 11–3  |
| Herrendoppel | Janek Roos Jim Laugesen         | Thomas Søgaard Thomas Stavngaard   | 15–12, 15–9 |
| Damendoppel  | Mette Sørensen Rikke Olsen      | Lone Sørensen Sara Runesten        | 15–10, 15–5 |
| Mixed        | Thomas Stavngaard Sara Runesten | Johan Tholinsson Pernilla Carlsson | 15–8, 15–8  |

## Mannschaften

### Endstand
- 1.  Dänemark
- 2.  Schweden
- 3.  Russland
- 4.  Niederlande
- 5.  England
- 6.  Deutschland
- 7.  Polen
- 8.  Irland
- 9.  Wales
- 10.  Norwegen
- 11.  Schottland
- 12.  Ukraine
- 13.  Österreich
- 14.  Finnland
- 15.  Ungarn
- 16.  Portugal
- 17.  Frankreich
- 18.  Island
- 19.  Schweiz
- 20.  Bulgarien
- 21.  Belgien
- 22.  Tschechien
- 23.  Spanien
- 24.  Estland
- 25.  Rumänien
- 26.  Slowenien
- 27.  Zypern